# U.S. Triestina Calcio 1918
Unione Sportiva Triestina Calcio 1918, thường được gọi là Triestina, là một câu lạc bộ bóng đá Ý có trụ sở tại Trieste, Friuli-Venezia Giulia. Được thành lập vào năm 1918, câu lạc bộ đã giải thể và được thành lập lại nhiều lần trong lịch sử của nó.

## Lịch sử

### Từ lúc thành lập đến Serie A
Câu lạc bộ được thành lập vào năm 1918 khi sáp nhập các đội địa phương Ponziana và Foot-Ball Club Trieste. Câu lạc bộ đã chơi tại Seconda Divisione (nay là Serie B) vào năm 1924. Câu lạc bộ liên tiếp góp mặt trong mùa giải Serie A đầu tiên vào năm 1929, và chơi liên tiếp ở giải đấu hàng đầu của Ý cho đến năm 1956. Trong những khoảng thời gian thành công đó, đội cũng có sự tham gia của những người bản địa ở Nereo Rocco, người đóng vai trò cầu thủ chạy cánh cho Triestina từ 1930 đến 1937, cũng trở thành cầu thủ đầu tiên của đội trở thành một phần của đội Azzurri (năm 1934). Kế tiếp, Rocco trở lại Triestina với tư cách là huấn luyện viên trưởng vào năm 1947, và cuối mùa 1947-48 với tư cách là á quân Serie A, chỉ sau Torino; cho đến nay, đây vẫn là kết quả tốt nhất trong lịch sử cho câu lạc bộ có trụ sở tại Trieste. Rocco sau đó rời đi vào năm 1950 để được thay thế bởi Béla Guttman người Hungary, người đã cứu được câu lạc bộ khỏi sự xuống hạng sau trận đấu cuối cùng. Một mùa giải đấu tranh tiếp theo vào năm 1951-52, với Triestina chỉ thoát khỏi sự xuống hạng sau khi giành chiến thắng trong trận play-off trước Lucchese và Brescia. Trong mùa giải 1952-53, Cesare Maldini  ra mắt Serie A với tư cách là một cầu thủ Triestina. Năm 1953, Rocco trở lại Triestina, nhưng đã bị sa thải sau 21 ngày do kết quả kém. Ba mùa giải đứng giữa bảng tiếp theo trước khi Triestina phải xuống hạng đầu tiên vào năm 1957. Thi đấu thành công, Triestina trở lại Serie A vào năm 1958, nhưng đã xuống hạng trong mùa trở lại đầu tiên, đây cũng là gần nhất họ tham gia Serie A cho đến nay. 

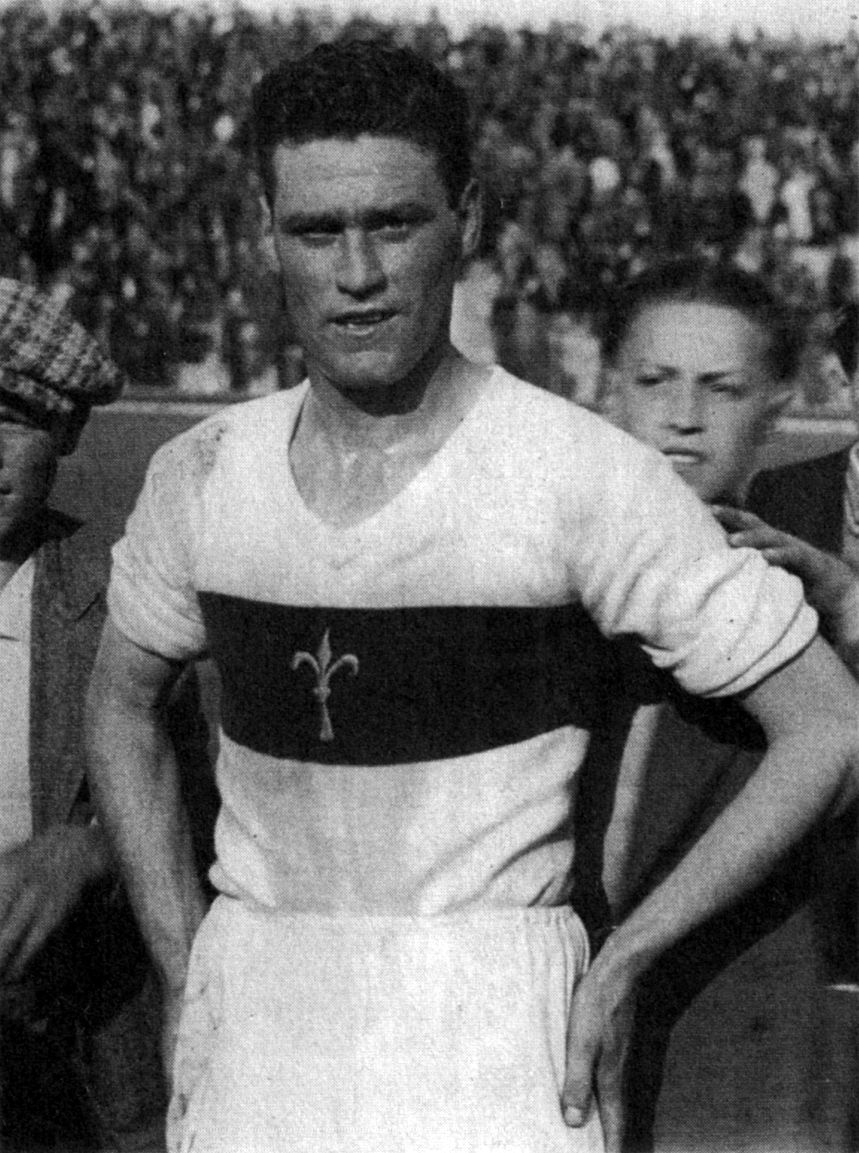
Nereo Rocco, huyền thoại bóng đá của Bologna, đã chơi cho Triestina vào những năm 1930 và huấn luyện đội hình trong kỷ nguyên hậu Thế chiến II

Câu lạc bộ đã liên tiếp xuống hạng Serie C vào năm 1961 một lần, vào năm 1965 hai lần và thậm chí Serie D vào năm 1971, buộc alabardati phải tham gia một trận derby địa phương với Ponziana vào năm 1975 mà người dân địa phương không biết đến trong thời hiện đại. Câu lạc bộ trở lại Serie C vào năm 1976, và tham gia vào Serie C1 vào năm 1978, và cuối cùng trở lại Serie B vào năm 1983, suýt thăng hạng lên Serie A trong một vài mùa trước khi bị xuống hạng năm 1988. Triestina cũng chơi ở cấp độ thứ hai trong khoảng thời gian từ 1962-1965 và 1989-1991.

### Lần tái thành lập đầu tiên vào năm 1994
Năm 1994, đội bị buộc phải giải toán, vì mất khả năng tài chính, và được thành lập lại bởi Giorgio Del Sabato. Đội đã khởi động lại với tên U.S. Triestina Calcio từ Serie D và thăng hạng Serie C2 một năm sau đó. Năm 2001, sau sáu mùa giải ở Serie C2, câu lạc bộ đã giành được thăng hạng lên Serie C1 sau vòng playoffs; tiếp theo là lần thăng hạng thứ hai liên tiếp, lần này là Serie B, cả dưới thời HLV trưởng Ezio Rossi.
Trong mùa giải 2005-06, Triestina đã thay đổi huấn luyện viên của mình năm lần. Danh sách này bao gồm cả Alessandro Calori - Adriano Buffoni, Pietro Vierchowod, quản lý Francesco De Falco, huấn luyện viên đội trẻ Vittorio Russo và Andrea Agostinelli.
Ngoài ra, chủ sở hữu của Triestina, Flaviano Tonellotto, đã bị buộc phải từ chức vào ngày 1 tháng 2 năm 2006 bởi các thẩm phán vì thủ tục tòa án đang chờ giải quyết tuyên bố ông phá sản, và vợ Jeannine Koevoets được chỉ định thay thế ông ta ở vị trí lãnh đạo câu lạc bộ. Tuy nhiên, Tonellotto liên tiếp được lệnh rời khỏi tổ chức vì những rắc rối tài chính. Các thẩm phán tên Francesco De Falco đảm nhận chức năng quản lý với ý tưởng tìm ai đó quan tâm để mua câu lạc bộ. Thật kỳ lạ, trong năm 2005-06 De Falco, một cầu thủ của Triestina trong thập niên 80, đã đảm nhận ba vai trò khác nhau trong câu lạc bộ: giám đốc bóng đá, huấn luyện viên và chủ tịch. Vào tháng 4 năm 2006, đội được mua bởi gia đình Fantinel, chủ sở hữu của một công ty rượu vang trong khu vực.
Trong những năm gần đây, Triestina đã vật lộn để thăng hạng để chấm dứt sự vắng mặt nửa thế kỷ khỏi chuyến bay hàng đầu của Ý. Triestina kết thúc thứ 8 trong mùa 2008-09. Tuy nhiên, vẫn không thể ở lại Serie B trong mùa 2009-10, với thất bại 3-0 trước Padova ở trận play-off, và bị xuống hạng ở Lega Pro Prima Divisione sau 8 năm nỗ lực ở giải hạng hai của bóng đá Ý, chỉ được trở lại Serie B sau khi Ancona nộp đơn xin phá sản.
Vào ngày 21 tháng 5 năm 2011, trong mùa 2010-11, sau một mùa giải thảm khốc, Triestina đã bị rớt hạng từ Serie B sang Lega Pro Prima Divisione, đã trở lại đó từ năm 2002 sau 11 mùa giải ở Serie C và Serie D.

#### 2012: Rớt hạng và phá sản
Vào ngày 25 tháng 1 năm 2012, câu lạc bộ gặp khó khăn về tài chính, đã bị tòa án thành phố Trieste tuyên bố phá sản.
Trong mùa 2011 20111212 Triestina đã bị rớt hạng từ Lega Pro Prima Divisione nhóm B xuống Lega Pro Seconda Divisione.
Vào ngày 19 tháng 6 năm 2012, câu lạc bộ cuối cùng đã bị tuyên bố phá sản và đội bị giải tán.
Stefano Mario Fantinel, cựu chủ tịch của câu lạc bộ, đã bị đình chỉ hoạt động bóng đá trong 5 năm sau khi công tố viên phát hiện ra sự bất thường trong công tác kế toán của câu lạc bộ. Vào tháng Bảy, thêm ba tháng nữa do sự bất thường trong chuyển nhượng cầu thủ. Fantinel cũng đã bị đình chỉ trong vòng 3 tháng trong 2006-07 Serie B, cũng trừ 1 điểm cho câu lạc bộ, cho những vi phạm về quản lý chuẩn bị báo cáo hàng quý về ngày 30 tháng 3 năm 2006.

### Unione Triestina 2012 / U.S Triestina Calcio 1918
Vào ngày 31 tháng 7 năm 2012, thành lập công ty mới SSD Unione Triestina 2012   a.r.l  đã khởi động lại từ Eccellenza nhờ Điều 52 của NOIF. Danh hiệu thể thao này sau đó đã được chuyển sang một "công ty hạn chế trong thể thao nghiệp dư" (tiếng Ý: Società Sportiva Dilettantistica a responsabilità limitata)  U.S.Triestina Calcio 1918 ssd   a.r.l năm 2016. Sau khi thăng hạng lên Serie C vào ngày 4 tháng 8 năm 2017, công ty đã bỏ đi hậu tố pháp lý "thể thao nghiệp dư" khỏi tên gọi.

## Màu sắc và huy hiệu
Màu sắc của đội là đỏ và trắng.

## Đội hình hiện tại
Tính đến 31 tháng 1 năm 2023
Ghi chú: Quốc kỳ chỉ đội tuyển quốc gia được xác định rõ trong điều lệ tư cách FIFA. Các cầu thủ có thể giữ hơn một quốc tịch ngoài FIFA.
| Số | VT | Quốc gia | Cầu thủ                                     |
| -- | -- | -------- | ------------------------------------------- |
| 1  | TM | Ý        | Davide Mastrantonio (cho mượn từ Roma)      |
| 2  | HV | Ý        | Davide Ghislandi (cho mượn từ Atalanta)     |
| 3  | TV | Ý        | Alessandro Malomo (cho mượn từ Foggia)      |
| 4  | HV | Ý        | Diego Galliani                              |
| 5  | TV | Ý        | Mirko Gori                                  |
| 7  | TV | Ý        | Andrea Tessiore                             |
| 8  | TV | Ý        | Salvatore Pezzella                          |
| 9  | TĐ | Nigeria  | Jerry Mbakogu                               |
| 11 | TĐ | Ý        | Andrea Adorante                             |
| 13 | HV | Ý        | Matteo Ciofani                              |
| 14 | TV | Ý        | Umberto Germano                             |
| 15 | TV | Na Uy    | Vajebah Sakor                               |
| 16 | TĐ | Ý        | Camillo Tavernelli (cho mượn từ Cittadella) |
| 17 | TV | Ý        | Alessandro Lovisa                           |

| Số | VT | Quốc gia | Cầu thủ                                  |
| -- | -- | -------- | ---------------------------------------- |
| 18 | TĐ | Ý        | Mattia Minesso                           |
| 19 | TĐ | Ý        | Luca Paganini                            |
| 20 | TV | Ý        | Lorenzo Lollo                            |
| 22 | TM | Ý        | Alessio Pozzi                            |
| 23 | TM | Slovenia | Kristjan Matošević (cho mượn từ Cosenza) |
| 24 | HV | Ý        | Lorenzo Pellacani                        |
| 25 | TV | Ý        | Marco Crimi                              |
| 26 | HV | Ý        | Alberto Masi                             |
| 28 | TV | Ý        | Enrico Celeghin (cho mượn từ Como)       |
| 31 | HV | Ý        | Yuri Rocchetti                           |
| 33 | HV | Ý        | Matteo Piacentini (cho mượn từ Modena)   |
| 74 | HV | Ý        | Daniele Sarzi Puttini                    |
| 87 | TĐ | Ý        | Cristiano Lombardi (cho mượn từ Lazio)   |
| 99 | TĐ | Ý        | Mattia Felici                            |

### Cho mượn
Ghi chú: Quốc kỳ chỉ đội tuyển quốc gia được xác định rõ trong điều lệ tư cách FIFA. Các cầu thủ có thể giữ hơn một quốc tịch ngoài FIFA.
| Số | VT | Quốc gia | Cầu thủ                                                                               |
| -- | -- | -------- | ------------------------------------------------------------------------------------- |
| —  | TM | Ý        | Aniello De Luca (tại Sarrabus Ogliastra cho đến ngày 30 tháng 6 năm 2023)             |
| —  | TM | Ý        | Matteo Pisseri (tại Monopoli cho đến ngày 30 tháng 6 năm 2023)                        |
| —  | HV | Ý        | Matteo Baldi (tại Alessandria cho đến ngày 30 tháng 6 năm 2023)                       |
| —  | HV | Ý        | Matteo Di Gennaro (tại Feralpisalò cho đến ngày 30 tháng 6 năm 2023, có nghĩa vụ mua) |

| Số | VT | Quốc gia | Cầu thủ                                                              |
| -- | -- | -------- | -------------------------------------------------------------------- |
| —  | HV | Ý        | Alessio Sabbione (tại Alessandria cho đến ngày 30 tháng 6 năm 2023)  |
| —  | TV | Ý        | Alessandro Coppola (tại Birkirkara cho đến ngày 30 tháng 6 năm 2023) |
| —  | TĐ | Ý        | Simone Andrea Ganz (tại Latina cho đến ngày 30 tháng 6 năm 2023)     |

## Các cựu huấn luyện viên
- Rudolf Soutchek (1929–30)
- István Tóth (1930–31)
- Béla Révész (1931–32)
- Károly Csapkay (1932–34)
- István Tóth (1934–36)
- Lajos Kovács (1936–37)
- Mario Grassi (1932)
- Luis Monti (1939–40)
- Rudolf Soutchek (1940–41)
- Mario Villini (1941–42)
- Guido Testolina (1943–44)
- Mario Villini (1945–46)
- Mario Varglien (1946–47)
- Nereo Rocco (1947–50)
- Béla Guttmann (1950–52)
- Mario Perazzolo (1952–53)
- Nereo Rocco (1953)
- Severino Feruglio (1953–56)
- Piero Pasinati (1956–57)
- Aldo Olivieri (1957–59)
- Guglielmo Trevisan (1959–61)
- Vasco Tagliavini (1974–79)
- Fulvio Varglien (1979–80)
- Ottavio Bianchi (1980–81)
- Adriano Buffoni (1981–84)
- Massimo Giacomini (1984–85)
- Enzo Ferrari (1985–88)
- Marino Lombardo (1988–90)
- Massimo Giacomini (1990–91)
- Franco Veneranda (1991)
- Giuliano Zoratti (1991–92)
- Attilio Perotti (1992–93)
- Vittorio Russo (1993)
- Adriano Buffoni (1993–94)
- Franco Pezzato (1994–95)
- Giorgio Roselli (1995–97)
- Adriano Lombardi (1997)
- Giuseppe Marchioro (1997–98)
- Paolo Beruatto & Giuseppe Dossena (1998)
- Paolo Ferrario (1998–99)
- Andrea Mandorlini (1999)
- Maurizio Costantini (1999–2000)
- Ezio Rossi (2000–03)
- Attilio Tesser (2003–05)
- Adriano Buffoni & Alessandro Calori (2005)
- Pietro Vierchowod (2005)
- Francesco De Falco (2005)
- Vittorio Russo (2005–06)
- Andrea Agostinelli (2006–07)
- Franco Varrella (2007)
- Rolando Maran (2007–09)
- Luca Gotti (2009)
- Mario Somma (2009–10)
- Daniele Arrigoni (2010)
- Ivo Iaconi (2010)
- Sandro Salvioni (2010–11)
- Massimo Pavanel (2011)
- Gian Cesare Discepoli (2011)
- Giuseppe Galderisi (2011–12)
- Fabio Sambaldi (2012)
- Maurizio Costantini (2012–13)
- Fabio Rossitto (2013–14)
- Stefano Lotti (2014)
- Giuseppe Ferazzoli (2014–15)
- Gianluca Gagliardi (2015)
- Cristiano Masitto (2015)
- Stefano Lotti (2015)
- Elio Roncelli (2015)
- Paolo Doardo (2015–16)
- Roberto Bordin (2016)
- Antonio Andreucci (2016–17)
- Giuseppe Sannino (2017–18)
- Nicola Princivalli (2018)
- Massimo Pavanel (2018–2019)
- Nicola Princivalli (2019)
- Carmine Gautieri (2019–2020)
- Giuseppe Pillon (2020–2021)
- Cristian Bucchi (2021–2022)
- Andrea Bonatti (2022)
- Massimo Pavanel (2022-2023)
- Augusto Gentilini (2023-nay)